# Осман-паша Скопљак
Осман-паша Скопљак је био скадарски везир и син београдског везира, након Првог српског устанка - Сулејман-паше Скопљака. Словенског је поријекла: из Ускопља код Бугојна. Послије командовања дунавском тврђавом Адом Кале, за скадарског везира је постављен 1843. године. Извршио је нападе на црногорска острва у Скадарском језеру: Врањину и Лесендро (са тврђавом) које је заузео (након 11 година под црногорском влашћу). Турци су на Лесендру подигли своју тврђаву. У Скадру су од његове стране били отворени житни магацини за све Црногорце који су се конфротирали са црногорским владиком Петром Другим Петровићем Његошем, а дијељени су и поклони у новцу, оружју и одјећи. Његовом заслугом су се дјелови Пипера, Куча и Бјелопавлића одметали од црногорске власти. Петар II Петровић Његош се у у дугој преписци с њим, како наводи Лазар Томановић, трудио да му докаже да је он (Осман-паша) Србин.